# Парк „5-и октомври“
Парк „Пети октомври“, известен още като Градската градина (както го наричат местните жители), е един от най-големите и най-красиви паркове на територията на град Стара Загора. В близост до него се намира театър „Гео Милев“ и операта.
На 23 септември 1879 г. (нов стил 5 октомври) в парка е положен символичният основен камък, с който започва възстановяването на града, след опожаряването му.
В парка е разположен голям шадраван, а в съседство е чешмичка със статуя на Манекен Пис. През годините местната управа подобрява значително условията за престой и отдих в парка чрез подмяна на скамейките. В горната му част се намира паметника на антифашистите, а точно в центъра има паметник-монумент на загиналите в Балканската и Първата световна война. В центъра на градината има нарисувана шахматна дъска с атрактивни големи фигури за игра, които се ползват до 2010 г.